# 陈文贵
陈文贵（1902年8月23日—1974年6月15日），名愠愧，四川永川人，四川医学院教授、副院长，微生物学家，中国科学院院士。

## 生平
陈文贵于1922年进入湖南雅礼大学医预科学习，翌年入读湘雅医学院。1928年转入华西协合大学，1929年获医学博士学位。此后在北平协和医学院担任病理科助教。他在1934年任南京卫生署西北防疫处技正.1936年作为国际卫生组织公共卫生视察员前往印度考察鼠疫防治。中国抗日战争时期任军医署第一防疫大队队长，同时兼任贵阳医学院细菌学系教授；期间他还曾前往常德进行侵華日軍细菌战的实地调查。
中华人民共和国成立后，陈文贵于1950年任西南军政委员会卫生部部长钱信忠的临时卫生顾问，同年出任西南军政委员会卫生部副部长。1952年作为中国人民志愿军卫生部顾问兼检疫队长前往朝鲜，并获朝鲜授予的二级国旗自由勋章。1955年当选中国科学院生物学地学部学部委员（院士）。1961年调任四川医学院副院长。他还曾任第一至三届全国人大代表。文化大革命期间被列为“反动学术权威”。他在1974年6月15日在成都逝世，享年72岁。
根据中国人民志愿军卫生部部长吴之理的回忆，1952年5月间，陈文贵在送检标本中找不到鼠疫杆菌的情况下，对吴之理谎称鼠疫杆菌被方亮弄丢了。于是东北卫生部马上送来两管鼠疫杆菌，一管自用、一管转交给朝鲜方面。在“国际科学家委员会”前往朝鲜调查细菌战之前，陈文贵帮助朝鲜方面，给两个朝鲜人感染鼠疫杆菌，造成一人死亡，以制造鼠疫感染假案例，欺骗了国际科学家委员会。